# Carolin Simon
Carolin Simon (Kassel, 24 novembre 1992) è una calciatrice tedesca, difensore del Bayern Monaco e della nazionale tedesca.

## Carriera

### Nazionale
Simon inizia ad essere convocata dalla federazione calcistica della Germania (DFB) fin dal 2007, chiamata a rappresentare il proprio paese nelle nazionali giovanili, inizialmente con la Under-15, dove gioca 5 incontri, per passare un anno più tardi alla Under-16, dove gioca altri 5 incontri tra il 2008 e il 2009.
Superati i limiti d'età viene convocata nella formazione Under-17 impegnata in una tour di amichevoli dove debutta il 29 gennaio 2008 nella partita dove la Germania si impone per 4-0 sulle pari età della Nuova Zelanda. In seguito l'allora responsabile Ralf Peter la inserisce nella rosa della formazione impegnata alla fase finale dell'edizione di 2008 dell'Europeo di categoria, il primo organizzato dalla UEFA per quella fascia d'età. Peter la impiega nei due soli incontri previsti, debuttando nel torneo il 20 maggio superando 1-0 la Danimarca in semifinale e, tre giorni più tardi, nella finale dove le tedesche si impongono 3-0 sulla Francia.
Grazie a questo risultato la Germania ha accesso al campionato mondiale di categoria di Nuova Zelanda 2008, anche in questo caso il primo organizzato dalla FIFA per quella fascia d'età. Peter la impiega in tutti i sei incontri disputati, debuttando nel torneo il 20 maggio al Queen Elizabeth II Park di Christchurch, nell'incontro valido per la fase a gironi, gruppo B, dove la Germania si impone sulle avversarie della Costa Rica con il risultato di 5-0. Condivide con le compagne il percorso che vede la nazionale tedesca superare al primo posto il girone eliminatorio, battere 3-1 il Canada ai quarti di finale, venendo sconfitta 2-1 dagli Stati Uniti in semifinale, per infine concludere al terzo posto riuscendo a imporsi per 3-0 sull'Inghilterra.
Peter le rinnova la fiducia anche per l'edizione del campionato Europeo U-17 2009 che dal 22 al 25 giugno 2009 a Nyon, in Svizzera, rinnova la formula a quattro squadre come la precedente. Anche in questa occasione gioca le uniche due partite, la prima dove la Germania supera la Francia 4-1 e la finale dove le tedesche si impongono 7-0 sulla Spagna conquistando il secondo trofeo. In tutto Simon veste la maglia dell'Under-17 in 14 incontri.
Già entrata nell'orbita della formazione Under-19, dove debutta in amichevole il 27 ottobre 2009, nella partita dove le tedesche superano per 1-0 le pari età dell'Svezia, il tecnico Maren Meinert la chiama nella squadra invitata all'edizione 2010 del Torneo di La Manga e, dopo averla nuovamente testata in alcune amichevoli decide di inserirla in rosa con squadra che affronta la fase finale dell'Europeo di Macedonia 2010. Meinert la impiega in due delle tre partite della fase a gironi siglando una rete, quella che al 47' porta sul parziale di 4-0 la partita del 24 maggio con l'Italia, incontro terminato 4-1 per le tedesche, e nella semifinale con la Francia, risolta solo ai tiri di rigore in favore delle francesi dopo che ai tempi supplementari il risultato era rimasto 1-1.
Meinert le rinnova la fiducia anche per l'anno successivo inserendola, dopo averne saggiato la condizione in alcune amichevoli, nella rosa della squadra impegnata nell'Europeo di Italia 2011. Simon viene impiegata in quattro dei cinque incontri disputati, tra i quali la finale dove la Germania si impone con un netto 8-1 sulle avversarie della Norvegia e conquista il sesto trofeo femminile Under-19 della sua storia sportiva, risultato che le garantisce l'accesso anche al Mondiale Under-20 di Giappone 2012. In totale, tra il 2009 e il 2011, Simon veste la maglia dell'U-19 in 13 occasioni, sei delle quali in amichevole, realizzando 2 reti.
Meinert, incaricata di selezionare le giocatrici per la nazionale tedesca Under-20, la inserisce nuovamente in rosa, impiegandola in cinque dei sei incontri disputati dalla squadra che vede conquistare la finale dell'8 settembre 2012 persa per 1-0 con le avversarie degli Stati Uniti.
Per tornare a vestire la maglia della Germania, questa volta della nazionale maggiore, deve attendere il 2016 quando Steffi Jones, subentrata a Silvia Neid dopo la vittoria al torneo di calcio femminile dei Giochi della XXXI Olimpiade di Rio 2016, la inserisce in rosa nell'incontro amichevole del 29 novembre 2016 dove la Germania pareggia per 1-1 la Norvegia. In seguito Jones ne testa le condizioni in due amichevoli prima di decidere di inserirla nella lista delle 23 giocatrici impegnate nella fase finale dell'Europeo dei Paesi Bassi 2017 emessa il 30 giugno 2017.

## Statistiche

### Presenze e reti nei club
Statistiche (parziali) aggiornate al 22 dicembre 2022.
| Stagione                | Squadra                 | Campionato              | Campionato | Campionato | Coppe nazionali | Coppe nazionali | Coppe nazionali | Coppe internazionali | Coppe internazionali | Coppe internazionali | Altre coppe | Altre coppe | Altre coppe | Totale | Totale |
| Stagione                | Squadra                 | Comp                    | Pres       | Reti       | Comp            | Pres            | Reti            | Comp                 | Pres                 | Reti                 | Comp        | Pres        | Reti        | Pres   | Reti   |
| ----------------------- | ----------------------- | ----------------------- | ---------- | ---------- | --------------- | --------------- | --------------- | -------------------- | -------------------- | -------------------- | ----------- | ----------- | ----------- | ------ | ------ |
| 2009-2010               | Amburgo                 | BL                      | 9          | 0          | CG              | 0               | 0               |                      | -                    | -                    |             | -           | -           | 9      | 0      |
| 2010-2011               | Amburgo                 | BL                      | 19         | 4          | CG              | 2               | 0               |                      | -                    | -                    |             | -           | -           | 21     | 4      |
| 2011-2012               | Amburgo                 | BL                      | 20         | 2          | CG              | 3               | 0               |                      | -                    | -                    |             | -           | -           | 23     | 2      |
| Totale Amburgo          | Totale Amburgo          | Totale Amburgo          | 48         | 6          |                 | 5               | 0               |                      | -                    | -                    |             | -           | -           | 53     | 6      |
| ago.-dic. 2012          | Wolfsburg               | BL                      | -          | -          | CG              | 2               | 0               |                      | -                    | -                    |             | -           | -           | 2      | 0      |
| gen. 2013               | Bayer Leverkusen        | BL                      | 8          | 2          | CG              | -               | -               |                      | -                    | -                    |             | -           | -           | 8      | 2      |
| 2013-2014               | Bayer Leverkusen        | BL                      | 20         | 1          | CG              | 1               | 0               |                      | -                    | -                    |             | -           | -           | 21     | 1      |
| 2014-2015               | Bayer Leverkusen        | BL                      | 20         | 2          | CG              | 2               | 1               |                      | -                    | -                    |             | -           | -           | 22     | 3      |
| 2015-2016               | Bayer Leverkusen        | BL                      | 22         | 1          | CG              | 2               | 0               |                      | -                    | -                    |             | -           | -           | 24     | 1      |
| Totale Bayer Leverkusen | Totale Bayer Leverkusen | Totale Bayer Leverkusen | 70         | 6          |                 | 5               | 1               |                      | -                    | -                    |             | -           | -           | 75     | 7      |
| 2016-2017               | Friburgo                | BL                      | 22         | 3          | CG              | 4               | 1               |                      | -                    | -                    |             | -           | -           | 26     | 4      |
| 2017-2018               | Friburgo                | BL                      | 13         | 2          | CG              | 1               | 0               |                      | -                    | -                    |             | -           | -           | 14     | 2      |
| Totale Friburgo         | Totale Friburgo         | Totale Friburgo         | 35         | 5          |                 | 5               | 1               |                      | -                    | -                    |             | -           | -           | 40     | 6      |
| 2018-2019               | Olympique Lione         | D1                      | 13         | 0          | CF              | 0               | 0               | UWCL                 | 1                    | 0                    |             | -           | -           | 14     | 0      |
| 2019-2020               | Bayern Monaco           | BL                      | 19         | 3          | CG              | 2               | 1               | UWCL                 | 4                    | 1                    |             | -           | -           | 25     | 5      |
| 2020-2021               | Bayern Monaco           | BL                      | 17         | 1          | CG              | 3               | 0               | UWCL                 | 7                    | 0                    |             | -           | -           | 27     | 1      |
| 2021-2022               | Bayern Monaco           | BL                      | 16         | 2          | CG              | 4               | 0               | UWCL                 | 5                    | 0                    |             | -           | -           | 25     | 2      |
| 2022-2023               | Bayern Monaco           | BL                      | 8          | 0          | CG              | 2               | 3               | UWCL                 | 7                    | 1                    |             | -           | -           | 17     | 4      |
| Totale Bayern Monaco    | Totale Bayern Monaco    | Totale Bayern Monaco    | 60         | 6          |                 | 11              | 4               |                      | 23                   | 2                    |             | -           | -           | 94     | 12     |
| Totale carriera         | Totale carriera         | Totale carriera         | 226        | 23         |                 | 28              | 6               |                      | 24                   | 2                    |             | -           | -           | 278    | 31     |

## Palmarès

### Club

#### Competizioni nazionali
- Campionato tedesco: 2

Bayern Monaco: 2022-2023, 2023-2024
- Campionato francese: 1

Olympique Lione: 2018-2019
- Coppa di Francia: 1

Olympique Lione: 2018-2019
- Supercoppa di Germania: 1

Bayern Monaco: 2024

#### Competizioni internazionali
- UEFA Women's Champions League: 1

Olympique Lione: 2018-2019

### Nazionale
- Campionato d'Europa under 17: 2

2008, 2009
- Campionato d'Europa under 19: 1

2011